# Alexander Obrenović
Alexander Obrenović (Servisch: Александар Обреновић, Aleksandar Obrenović) (Belgrado, 14 augustus 1876 - aldaar, 11 juni 1903) was van 1889 tot 1903 koning van Servië. Hij behoorde tot het huis Obrenović. 
Als enig kind van koning Milan en koningin Natalija besteeg hij de Servische troon nadat zijn vader troonsafstand had gedaan op 6 maart 1889. Hij zond op 13 april 1893 de regentschapsraad heen, verklaarde zichzelf meerderjarig en nam de regering van zijn land op zich. Hij verwierf zich aanvankelijk enige populariteit, maar verspeelde deze al snel  door de Radicale Partij van de regering uit te sluiten en door het afschaffen van de liberale constitutie (1889) ten gunste van de conservatieve constitutie van 1869.
Alexander haalde in 1894 zijn sinds 1889 in ballingschap levende en evenmin populaire vader naar Servië en benoemde hem in 1898 tot opperbevelhebber van het leger. Sterk onder invloed van zijn vader beperkte hij de vrijheid van drukpers en vereniging. Na een (mislukte) aanslag op vader Milan in 1899 werd zijn beleid nog repressiever. In de zomer van 1900 maakte hij - terwijl zijn vader en de premier in het buitenland verbleven - zijn verloving met Draga Mašin bekend. Zij was weduwe en een voormalig hofdame van koningin Natalie. Ze was twaalf jaar ouder dan de koning, had een bedenkelijke reputatie, en men vond dat ze een slechte invloed op hem had. Uit protest dienden vader Milan en de regering hun ontslag in. De tegenstand luwde echter enigszins toen tsaar Nicolaas II van Rusland de koning feliciteerde en toezegde te zullen getuigen op het huwelijk. Enthousiast werden de Serven over het huwelijk - dat in augustus 1900 plaatsvond - echter nooit en dit kwam Alexanders positie niet ten goede. 
Hij zag zich derhalve in 1901 gedwongen een liberale constitutie te aanvaarden, die voor het eerst in de Servische geschiedenis voorzag in een tweekamerstelsel: de Skupština en de Senaat. Wat zijn buitenlandbeleid betrof volgde hij net als zijn vader Oostenrijk-Hongarije, maar trachtte ook de allianties met de andere Balkanlanden, die onder vorst Michael III tot stand waren gekomen, nieuw leven in te blazen. Zijn populariteit nam echter nog verder af toen hij in maart 1903 de grondwet tijdelijk buiten werking stelde om een ongrondwettelijke maatregel te kunnen doorvoeren. Koningin Draga bleek geen kinderen te kunnen krijgen, en zijn plan om Draga's broer vervolgens als troonopvolger aan te wijzen viel niet in goede aarde. Toen Alexander op aandringen van Draga het officierscorps wilde zuiveren was voor hen de maat vol en ze bereidden een complot voor. De leider van dit complot was kapitein Dragutin Dimitrijevic, bijgenaamd Apis.
Op 11 juni 1903 drong een groep officieren van het garnizoen van Belgrado het koninklijk paleis binnen. Na een zoektocht van twee uur werden Alexander en Draga in hun schuilplek gevonden en ter plekke doodgeschoten. Hun lichamen werden verminkt en over een balustrade op een mesthoop gegooid. De twee broers van Draga werden elders in Belgrado gevangengenomen en door een vuurpeloton doodgeschoten. Ook enkele ministers vonden de dood. 
Het internationale schandaal dat volgde en dat de Servische soevereiniteit bedreigde, werd door de Serven gesust door Peter I Karađorđević de troon aan te bieden. Met Alexander was de dynastie Obrenović immers uitgestorven en deze werd nu vervangen door het rivaliserende huis Karađorđević.